# Rammeantenne
En rammeantenne (loop-antenne) er en radioantenne, der består af en loop (ring) eller spole af metaltråd eller metalbånd, metalrør, eller en anden elektrisk leder, som typisk er energifødet fra en balanceret elektrisk kilde eller belastet af en balanceret belastning.
En rammeantenne dækker over flere forskellige antennetyper, der bl.a. har forskellige bølgelængdeomkredse og om den evt. anvender en ferritkerne, kaldes den for en helbølge rammeantenne og en ferritantenne.
Denne artikel vedrører rammeantenner, der har en omkreds på mere end 30% af en bølgelængde til typisk omkring én bølgelængde.

## Helbølge rammeantenne
En selvresonant rammeantenne, der har en omkreds på omkring én bølgelængde, kaldes for en helbølge rammeantenne. Disse rammeantenner er følsomme for radiobølger i rammens to hulretninger.
Den lineare polarisation bestemmes af signalfødningspunktet i forhold til jordoverfladen. Fødes signalet ind for neden eller oven er rammeantennen vandret polariseret. Fødes signalet ind til venstre eller højre er rammeantennen lodret polariseret. 
Eksempler på helbølge rammeantenner omfatter energifødeelementet i quad-antenner og delta-loop-antenner. Disse antenner kan anvendes til både radiosending og radiomodtagelse.

## Små rammeantenner
En lille rammeantenne er også kendt som en magnetisk dipolantenne. En magnetisk dipolantenne kobler til radiobølgens magnetiske felt i antennens nærfelt - i modsætning til monopolantenner og dipolantenner, der kobler til radiobølgens elektriske felt i antennens nærfelt.
Denne kategori omfatter rammeantenner fra under 1% til 30% af én bølgelængde i omkreds. Disse rammeantenner er følsomme for radiobølger langs renden af rammeantennen eller spolen.